# Gta Verlag
Der gta Verlag ist ein Schweizer Buchverlag mit Sitz in Zürich. Der akademische Verlag ist Teil des Instituts für Geschichte und Theorie der Architektur, einem Lehr- und Forschungsinstitut am Departement Architektur der ETH Zürich.

## Portrait
Seit 1968 sind zunächst am Institut für Geschichte und Theorie der Architektur (gta) und später im 1985 gegründeten gta Verlag mehr als 450 Bücher zu den Themenbereichen Architekturgeschichte, Architektur in Theorie und Praxis, Denkmalpflege, Landschaftsarchitektur sowie Städtebau und Raumplanung erschienen.
Schwerpunkt der Verlagstätigkeit ist die Veröffentlichung interner und externer Arbeiten von hoher wissenschaftlicher und sozialer Relevanz. Mit Publikationen, die sich gleichermassen an ein internationales Fachpublikum wie auch an interessierte Laien wenden, verfolgt der Verlag das Ziel, seine Inhalte allgemein greifbar zu machen und in der Gesellschaft zu verankern.

## Reihen und Einzelpublikationen
In Zusammenarbeit mit dem gta Archiv erscheint die Reihe Dokumente zur modernen Schweizer Architektur – Monografien zu Schweizer Architektinnen, Städtebauern, Raumplanerinnen, Landschaftsarchitekten, Designerinnen und Architektengruppen.
In der Reihe Architektonisches Wissen werden herausragende am Departement Architektur der ETH Zürich entstandene Dissertationen in einer Form veröffentlicht, die nicht nur Spezialisten, sondern auch ein breiteres, fachlich interessiertes Publikum anspricht. gta papers ist die begutachtete wissenschaftliche Zeitschrift des Instituts gta. Die gta edition ist eine ebenfalls begutachtete Taschenbuchreihe für neue Beiträge zur Geschichte und Theorie der Architektur. Alle drei Reihen erscheinen in gedruckter Form sowie im goldenen Open Access.
Die Reihe source material erscheint im grünen Open Access und widmet sich der Verfügbarmachung und Kommentierung von wichtigem Quellenmaterial.
Das trans magazin wird als halbjährlich erscheinendes Magazin für Architektur von einer unabhängigen studentischen Redaktion herausgegeben.
Darüber hinaus publiziert der Verlag unabhängig von seinen Reihen individuelle Bücher in einer der jeweiligen Thematik angepassten Ausstattung, die wiederholt mit Preisen ausgezeichnet wurde.